# Konstantinos Karamanlis
Konstantinos G. Karamanlis (tiếng Hy Lạp: Κωνσταντίνος Γ. Καραμανλής) (8 tháng 3 năm 1907 - 23 tháng 4 năm 1998), thường được Anh hóa là Constantine Karamanlis hoặc Caramanlis, bốn lần làm Thủ tướng Chính phủ, là Tổng thống thứ 3 và thứ năm của Đệ tam Cộng hòa Hy Lạp và một trong số các nhân vật chính trị cấp cao trong nền chính trị Hy Lạp có sự nghiệp chính trị kéo dài nhiều của nửa cuối của thế kỷ 20.

## Thời trẻ
[Ông sinh ra trong ngôi làng của Proti, Macedonia, Đế chế Ottoman (Hy Lạp). Ông đã trở thành một công dân Hy Lạp năm 1913, sau khi Macedonia đã thống nhất với Hy Lạp do kết quả của cuộc chiến Balkan lần thứ hai. Cha ông là Georgios Karamanlis, một giáo viên người đã chiến đấu trong đấu tranh Hy Lạp cho Macedonia, trong 1904-1908. Sau khi trải qua thời thơ ấu tại Macedonia, ông đã đi đến Athens và tốt nghiệp đại học ngành luật. Ông đã thực hành pháp luật trong Serres, bước vào chính trị với đảng Nhân dân bảo thủ và được bầu làm thành viên của Quốc hội lần đầu tiên ở tuổi 28, trong cuộc bầu cử lập pháp Hy Lạp, 1936. Do vấn đề sức khỏe, Karamanlis đã không tham gia trong cuộc chiến tranh Hy Lạp-Ý.